# AD Barbareña
La Asociación Deportiva Barbareña es un club de fútbol costarricense que juega en LINAFA y en el Torneo Juvenil de Alto Rendimiento organizado por UNAFUT. Juega en Santa Bárbara, en la provincia de Heredia.

## Historia
Fue para el tercer Torneo Intercantonal de 1941 que la Selección de Santa Bárbara logra su primer cetro en esta categoría a nivel de la provincia de Heredia.
La A.D. Barbareña es el tercer equipo de fútbol que tuvo la provincia de Heredia en la Primera División de Costa Rica, anteriormente los barbareños fueron representados por el Club Sport Barbareño, que fue fundado en el año 1943. Años más tarde Santa Bárbara continua dando más triunfos balompédicos con la conformación de la A.D Fraternidad de San Pedro en 1947.
El equipo de Santa Bárbara era ligado estrechamente a su eterno rival, la otra Selección de Santa Bárbara A.D Machado, el cual se fundó en 1955 en honor al poeta español Antonio Machado Ruíz y patrocinados por don Rafael Machado, los cuales son dos nombres emblemáticos del fútbol aficionado en aquel cantón herediano y fue hasta 1976 que logró su ascenso a la Segunda División de Costa Rica. En ese mismo año disputa el ascenso a primeras ante el Municipal Puntarenas, dejando escapar la primera oportunidad de consagrarse en el fútbol nacional de Costa Rica.
En 1948 Santa Bárbara logra el título de primeras divisiones cantonales del torneo interno y el miércoles 16 de marzo de 1949 en la final jugada en el Estadio Alejandro Morera Soto, son los monarcas nacionales del Campeonato de La República; ganándole a Limón seis goles por dos.
Anotaron para la escuadra barbareña Miguel Ángel Vargas Hidalgo con cinco tantos y Carlos "pollita" Soto. Los demás campeones proviciales fueron Moravia por San José, Asturias por Puntarenas, Grecia por Alajuela, Tres Ríos por Cartago, Abangares por Guanacaste y la Selección de Limón representando al Atlántico.
El Club Sport Barbareño tuvo entre sus figuras a Carlos "El Aguilucho" Alvarado (guardameta), León Alvarado, Mario Murillo, Dolores Víquez, "Farachin" Alvarado, Jorge "Cholo" Rodríguez (guardameta), Carlos Soto, Miguel Ángel Vargas, Cipriano Víquez, Omar González y Lalo Víquez.
Para 1949 Santa Bárbara pierde la final del Inter Cantonal ante Santo Domingo en una cuadrangular. También estaban San Pablo y Barva en disputa de tan ansiado y categórico título. 
El domingo 11 de diciembre de 1949 Santa Bárbara juega un partido amistoso con motivo de los festejos en Goicoechea ante la segunda división del Club Sport Guadalupe, sirviéndole de preámbulo para el Cantonal de La República.

### La A.D. Santa Bárbara desciende a la liga aficionada en 1981
No obstante, Santa Bárbara siguió en segunda división pero vino a menos y desciende a terceras y los barbareños le piden al comité de competición no descender, ya que esto significaría su desaparición del fútbol de Costa Rica.

### Plantilla de la A.D. Barbareña temporadas en los años 1980- 1981
Carlos Ulate (guardameta), Rolando Hidalgo, Carlos Mejía, William Chaverri, Edwin Alexis Hernández, Edwin Nuñez, Carlos Víquez, Manuel Emilio Rodríguez, Edgar Núñez, Fabio Aguilar (guardameta) y Henry Lizano.
En esa temporada 1981-82 la A.D. Barbareña tuvo que jugar la liguilla por el no descenso contra Ferretería Núñez y La Juvenil de Juan Gobán, el cual descendió a terceras. No obstante en ese mismo año la Selección de Santa Bárbara (Club Deportivo San Bosco) logra un subtítulo provincial de terceras divisiones ante el Muñóz Corea de Cubujuquí de Heredia.
Entre tanto en 1982 la A.D. Santa Bárbara ya descendido de segunda es campeón distrital y cantonal de tercera división. Y sale como selección jugando el campeonato inter regional ante Cubujuquí (Jorge Miñoz Corea), Juventus F.C, A.D. Barreal, A.D. Quesada, A.D San Lorenzo y Floreña de San Joaquín, los cuales disputan la ronda nacional representando a la provincia de Heredia. En aquel periodo se funda ANAFA.
La junta directiva de Tercera División 1982-83 se conforma con el Presidente: William Chaverri R, Vicepresidente: Henry Lizano C, Secretario: Juan Carlos Cubero Castro (reelecto), Tesorero: Victor M. Villegas, Vocal 1: Daniel Soto S, Vocal 2: Fabio Arias Ch, Vocal 2: Carlos Núñez A, Vocal 4: Oscar Soto y Fiscal: Guillermo Vega C.
Para la institución de Santa Bárbara fueron años de lucha; por ende directivos, dirigentes y comité cantonal acuerdan reforzar el combinado barbareño y crear una auténtica fusión deportiva entre demás cuadros del cantón.

### Santa Bárbara comienza su ruta en las Ligas de ANAFA 1983-1990
En 1983 inician los campeonatos federados y torneos de tercera y segunda división de ascenso, organizados y auspiciados por ANAFA (Asociación Nacional de Fútbol Aficionado). En ese entonces podía ser representante cantonal de fútbol el club que fuera campeón por Santa Bárbara, ya fuera del centro u otras selecciones de distritos aledaños.
En aquellas instancias es la Asoc. Deportiva Barbareña que se corona como selección cantonal; jugando contra otros campeones heredianos y logran un subtítulo de terceras divisiones de ANAFA perdiendo ante la A.D. Barrealeña.
Para ese año se juega la final en el Estadio Eladio Rosabal Cordero. Y el único anotador del tanto fue Miguel Ángel Marin Ramírez por parte de Barrialeña.
La lucha de los barbareños fue muy difícil para llegar a la segunda división; porque jugó en varias ocasiones en tercera división cantonal.

### Planilla de jugadores de la A.D. Santa Bárbara en tercera división de ANAFA
Algunos jugadores de la A.D. Santa Bárbara en tercera división de CONAFA  (ANAFA) en las temporadas 1982- 1983, 1983- 1984, 1984- 85 y 1985- 86, fueron: Víctor Hidalgo, William Caravaca, Gerardo Segura, Harry Soto, Mario Garbanzo, Roberto Soto, Luis Alfaro, Bayardo Vargas, Alexander Soto, Greivin Jara, Diomar Sánchez, Denis Mejía, Gustavo Murillo, Máx Sánchez, Luis Arias Cortés, Bernal Carvajal, Luis Campos, Álvaro Alfaro, Julio González "campaña" y Manuel Arguedas "yita", entre muchos más.
Cuerpo Técnico: Miguel Ángel Vargas Hidalgo (D.T) y Daniel Soto Salazar.
Para el domingo 8 de julio de 1984 en el campeonato cantonal. La Asociación Deportiva Santa Bárbara le gana 2 por 1 a su representante del distrito central, Club Deportivo Machado. Y Zetillal (Dep. San Bosco) 2 por 1 a San Juan; siendo Santo Domingo del Roble el único ganador de puntos por la no representación de San Pedro, el cual luego recibe 6 goles de parte de Barbareña, que anteriormente fueron subcampeones provinciales.
Lograr campeonizar de manera brillante en el cantón de Santa Bárbara de Heredia fue gracias a la dedicación de jugadores y los esfuerzos de dirigentes que buscan el retorno del club, como se le hace llamar desde sus inicios en 1943, a la Segunda B de ANAFA y luego a la segunda no aficionada.
Entre tanto la Selección Distrital de Zetillal, San Bosco, le gana 3 por 2 a la Selección Machadense de Santa Bárbara por el distrito primero.
Don Miguel Ángel Vargas, encargado de los rojiblancos decide darse unas merecidas vacaciones y viaja a California, para ver las Olimpiadas a realizar en Los Ángeles.
La comitiva organizadora revela las posiciones y quedan así para cada escuadra, por orden de distrito.
La Asoc. Deportiva Barbareña  (Primer Lugar), Selección Distrital de Zetillal. Club Deportivo San Bosco (Segundo Lugar), Selección Distrital de Santa Bárbara. Asociación Deportiva Machado (Tercer Lugar), Selección Distrital de San Juan (Cuarto Lugar), Selección Distrital de Barrio Jesús (Quinto Lugar), Selección Distrital de Santo Domingo. El Roble F.C (Sexto Lugar) y Selección Distrital de San Pedro. Asoc. Deportiva Fraternidad (Setimo Lugar).
Cabe destacar la participación del preparador físico de origen argentino, Fernando Hugo Colombo, como parte del cuerpo técnico de la Selección de Santa Bárbara para esa justa distrital y cantonal de fútbol.
Durante aquel torneo el presidente y entrenador de la Asociación Deportiva Machado, junto a uno de sus directivos y mano derecha, don Jorge Durán Córdoba, convocan a los mejores jugadores del cantón y otros foráneos. Y el club campeón distrital por Santa Bárbara se reforzaría con más jugadores de la comunidad y se formaría la selección representativa que disputaría el título regional y nacional. Pero si fuera el caso la octagonal y cuadrangular final por la Segunda División B de ANAFA.
Había otros clubes aspirantes por el título en la provincia de Heredia, fueron: Independiente San Joaquín de Flores, C.D. Alexander Campos de San Rafael, A.D. Quesada de San Isidro y Fátima Belemita. Pero nuevamente el Monarca fue la A.D. Barrealeña  que le gana la final al Municipal Barveño (Rebeldes).

### Santa Bárbara en Juegos Deportivos Nacionales 1984
Además Santa Bárbara va con una selección juvenil a los IX Juegos Deportivos Nacionales en Cartago. Y el domingo 10 de febrero de 1985 en la primera fecha gana dos por cero a Puntarenas, con goles de Gerardo Segura y Porras. 
Pérez Zeledón fue medalla de oro, Tilarán con plata, Cartago bronce y Limón cuarto lugar. También compitieron en aquellas justas Guatuso, Santo Domingo, Tucurrique, Acosta y Sarapiquí.
El D.T de la Juvenil Barbareña era José Gerardo Arias Chaverri "Fabio",  Héctor Durán Córdoba y los directivos Moisés Barrantes Núñez y Daniel Soto Salazar.

### Chaguites en el Torneo Amistad y de Los Pueblos 1984
Como un dato interesante fue que más tarde estas selecciones participaron en el Torneo de la Amistad y de Los Pueblos. Y que fue dedicado al Lic. Rafael Ángel Calderón Fournier.
Fueron ambas representaciones del sector de Santo Domingo; mencionando a El Roble y la Selección del Chaguites, y dieron la pelea a Carrizal de Alajuela Junior, Alianza de Barrio Cuba, Club de Desamparados, Juventud de Tabarcia, Cóndor de San Francisco de Heredia y la Selección de Ojo de Agua de Alajuela, entre otros.
El campeón de aquel torneo es Club Atlético Valverde del Carmen de Cartago, seguido por la A.D Santa Teresita de Aserrí y Chaguites de Santa Bárbara logra un tercer lugar.
Posteriormente en 1985 la Asociación Deportiva Machado logra el título cantonal convirtiéndose en la Selección de Santa Bárbara con grandes jugadores. Entre estos Ademar Vargas Cantillano, Rafael Ángel Mejias Hidalgo, Olman Cordero Bonilla, Juan Antonio Alfaro Araya, Marvin Herrera Centeno, John Vargas Chaverri, Rafael Alexis Salas Soto, Gerardo Arias Solís, William Mejía Arias , Víctor Julio Esquivel Sánchez y Martín Masis V.
A partir del año 1982 la A.D Barbareña  logra el tri-campeonato del fútbol aficionado. No obstante y para la temporada 1985, la A.D Machado se corona monarca por la Liga Cantonal de Tercera División de ANAFA.
Destacan en la escuadra barbareña el novel jugador William Mejía Arias, oriundo del cantón y Ademar Vargas Cantillano proveniente de La Puebla en San Pablo de Heredia.
Durante esa temporada se considera a los machadenses como el mejor cuadro de Santa Bárbara y de los últimos tres torneos. Auspiciados por el Comité Cantonal de Deportes y Recreación en la fase Inter-Regional, la Selección de Santa Bárbara se refuerza con jugadores de la A.D Barbareña, San Pedro, El Roble y San Juan.
La Asociación Deportiva Barbareña se vuelve algo monótona deportivamente hablando, y no es un club muy abierto a probar jugadores no conocidos del cantón o quizás de otros pueblos, situación de la cual don Luis Hernández Salazar "cova", por su experiencia y profesionalismo, si era muy dado a ofrecer oportunidades y bríos de cambio en sus equipos.
Para 1986 la A.D. Barbareña queda en tercer lugar provincial y al año siguiente San Bosco es subcampeón perdiendo ante la U.D. San Francisco de San Isidro.
Llega 1988 y la A.D. Santa Bárbara es eliminada por la A.D. Caribe de Mercedes Norte. No es sino hasta 1989, que la A.D. Machado después de diez años logra otro subcampeonato provincial, pero los machadenses son castigados dos años por la comisión disciplinaria de ANAFA.
Llega el año 1990 y San Bosco pierde la final provincial ante el Caribe C.F. Y para 1991 la A.D. Birriceña de Santa Bárbara es campeón provincial; jugando la final de ascenso ante la A.D. Tapezco.
El partido de visita fue en Alfaro Ruíz, donde los barbareños pierden un gol por cero, pero luego en casa logran un marcador de dos goles a cero con la conducción de don Héctor Durán Córdoba, y su asistente José Castillo Luna. Junto a ellos campeonizan la A.D. Municipal Osa, Cariari de Plaza Víquez, CONAPROSAL F.C de Colorado de Abangares y COOPEUTBA de Limón.
Por ende, y automáticamente en la temporada 1992-93 les daba el derecho a los birriseños de ascender a la antesala de la Segunda Liga Superior de ANAFA, pero con el nombre de Asociación Deportiva Barbareña. Allí figuran junto a la Unión Deportiva San Francisco de San Isidro, A.D. Barrealeña, A.D. Fraternidad de San Pedro y San Lorenzo de Flores.
Para 1992 los machadistas buscan nuevamente el título cantonal pero son derrotados 3 goles por 2 contra la Selección de Barrio Jesús de Santa Bárbara, equipo dirigido por el señor Miguel Ángel Alvarado. Ya en la fase provincial es San Rafael de Heredia su mayor verdugo y encargado de eliminar a los barbareños.
Se inicia la temporada 1993-94 de la Segunda División B de ANAFA, y el equipo de Santa Bárbara sigue en su incansable lucha por el ascenso; consiguiendo su pase a la ronda clasificatoria. En ese proceso es don Carlos Garabet Avedessian el timonel de los barbareños.
En la cuadrangular 1 jugaron la A.D. Pococí 2000, A.D. Municipal Golfito, A.D. Tarrazú y Real Deportivo Español de Desamparados. Y en la cuadrangular 2 la A.D. Barbareña, A.D. Municipal Tacares de Grecia, A.D. San Roque de Libera y A.D. Colorado de Abangares.
En 1994 la Asociación Deportiva Barbareña de fútbol fue campeona de segunda B de ANAFA; ganando la final ante la A.D Municipal Tacares de Grecia. Además se le consideró modelo de superación y equipo revelación en segunda de ascenso. 
El Presidente de Santa Bárbara en ese momento era el señor Orlando Morales, Oscar Eduardo Chaverri (Vicepresidente), Julio Herrera (Tesorero), Maribel Herrera (Secretaria), Lilliana Li (Pro secretaria), Martin Araya (1er Vocal), Alexis Hernández (2do Vocal) y Efraín Bogantes (3er Vocal).

### Asociación Deportiva Santa Bárbara en la Primera División
Para la campaña (96- 97) la A.D. Barbareña ganó la serie de promoción en la Segunda División de Costa Rica de la mano del experimentado entrenador d. Orlando de León Cattalurda y la final se definió por la senda de los penaltis 5 a 3, tras haberse presentado iguales en los juegos anteriores ante la AD Limonense, actual Limón Fútbol Club.
Para el 4 de diciembre de ese mismo año, se inaugura la iluminación del Estadio Carlos Alvarado Villalobos.Por ese motivo juegan una triangular los clubes herediano, Belén y Santa Bárbara de Segunda División.
El sábado 21 de junio de 1997 la A.D. Santa Bárbara le hace un merecido homenaje a do Luis Hernández Salazar "cova", por la dedicación al fútbol de la comunidad. Siendo un valuarte deportivo y pionero del cantón barbareño, y de los cuales dejan huella en la historia.
Santa Bárbara sube a primera división y su debut fue el domingo 17 de agosto de 1997 derrotando a la Asociación Deportiva San Carlos 2-1.

#### Jugadores y cuerpo técnico
De 1995 a 1998 se encuentran Randall Acuña, Luis Alvarado, Eddie Arias, Breanse Camacho, Dennis Campos, Alexis Carballo, Víctor Castro, Randall Cortés, Elías Gómez, Otoniel Hidalgo, Douglas Montoya, Hugo Murillo, Javier Naranjo, Adrián Peralta, Félix Ramírez, Alexis Rodríguez, Geovanny Vargas, Osbel Villalobos, José L. Zúñiga, Douglas Montoya, Danilo Campos, Walter Cordero, Randall Acuña, Miguel Salvatierra, Eusebio Montero, Enrique Murillo, Athim Rooper y José L. Zúñiga. (Dir Tec. Hugo Gómez).
Por ahí estuvo Damian Alfaro Carvajal quien fue desde presidente hasta fiscal de la (A.D.B). Y también fue miembro de la Asamblea de Representantes de FEDEFUTBOL, y Comité de Competición de la Primera División hasta 1998.
Para la campaña 2003-2004 ya en primera división figuraban en el plantel barbareño Kenneth Vargas, Gustavo Martínez, Eddy Arias, Wilson Pérez, Christian Carillo, Luis Venegas, William Sunsing, Olman Oviedo, Reyner Robinson, Minor Díaz, Mauricio Alpizar, Andrés Núñez, Pablo Gabas, Alejandro Sequeira, Athim Rooper, Pablo Tiscornia, Javier Delgado y Max Sánchez.

#### Última Temporada en Primera División
Haciendo un gran esfuerzo jugó el campeonato del 2003-2004, pero por falta de recursos y apoyo desaparece, vendiéndole su franquicia al Puntarenas F.C; equipo que venía de obtener un título Centroamericano y dos subtítulos nacionales.

#### Patrocinadores del fútbol en Santa Bárbara de Heredia entre 1980 y el 2004
Tikal Supermercados, Transportes Santa Bárbara, Panadol, Jalci, Agencia de Viajes 2000, Sportek, entre otros.

### Santa Bárbara nuevamente en ANAFA (LINAFA)
El equipo de la A.D. Barbareña tuvo la oportunidad de jugar en la Primera División de ANAFA en los años (2006-2007) y dos temporadas más. Antiguamente fue el Campeonato Nacional de Tercera División organizado por (CONAFA) y posteriormente Tercera División de ANAFA (Segunda B); este derecho le fue sedido a la institución de fútbol de Santa Bárbara por el club de A.D. San Lorenzo F.C.
Ya en la temporada (2008-2009) Santa Bárbara participa en renombrado campeonato de LINAFA o Liga Nacional de Fútbol Aficionado. En el periodo 2011 nuevamente Damian Alfaro asume las riendas de la junta directiva de la A.D. Santa Bárbara, con el cargo de presidente.

### Actualidad
Hoy en día la A.D. Barbareña de fútbol participa en la Cuarta División de LINAFA y en el Torneo Juvenil de Alto Rendimiento organizado por la UNAFUT. Entonces se puede decir que la institución barbareña todavía se encuentra participando en el fútbol juvenil fedederado de Alto Rendimiento.

## Estadio
En 1993 se construyó el Estadio Carlos Alvarado Villalobos de Santa Bárbara, casa de los barbareños gracias al valioso impulso que obtiene en sus primeras gestiones por parte del fundador del Deportivo Machado Fútbol Club, Luis Hernández Salazar C.c "cova" a través del Comité Cantonal de Deportes, el Municipio local, entre otros.

## Uniforme
- Uniforme titular: Camiseta roja, pantalón blanca, medias rojas.
- Uniforme alternativo: Camiseta blanca, pantalón blanco, medias blancas.

## Estadísticas
El historial de rendimiento en la primera división fue durante la temporada (98-99) donde logró un 47% de los puntos disputados, quedó a solo ocho encuentros de los 300 en partidos de primera y tan solo cinco goles de los 400.

## Reconocimientos
El 24 de julio de 1998, en la ciudad de Guatemala. El equipo de Los Tigres del Aurora Fútbol Club le otorga un merecido reconocimiento a la A.D. Santa Bárbara con un intercambio deportivo, y felicita su nueva Junta Directiva por la etapa futbolística del club.

## Registro
Registro en la primera para la A.D. Santa Bárbara: 292 juegos; 82 triunfos, 92 empates, 118 derrotas; 395 goles anotados y 466 recibidos.

## Goleadores
Su goleador histórico es Kenneth Vargas con 35.

## Ascenso a las Ligas Federadas
- Liga Nacional - (2.ª. División de Ascenso) Tercera División 1962-75

- Segunda División de Costa Rica 1975-81

- Segunda División de Costa Rica 1993-97

- Primera División de Costa Rica 1997-2004

## Palmarés
- Campeón Nacional Cantonal de La República (1): 1948

- Liga Nacional Heredia (4): 1962-65

- Subcampeón Nacional de Tercera División Heredia (1): 1969

- Campeón Nacional de Tercera División Heredia (2): 1972-75

- Subcampeón Tercera División Costa Rica (1): 1975

- Subcampeón de Segunda División de Costa Rica (1): 1979

- Subcampeón Nacional de Tercera División por ANAFA Heredia (1): 1983

- Segunda División B de ANAFA (1): 1993-94

- Segunda División de Costa Rica (1): 1996-97

## Torneos
Asociación Deportiva Machado
- Campeón Nacional de Cuarta División Heredia (1): 1969

- Subcampeón Nacional de Tercera División Heredia (2): 1975-89

## Galería

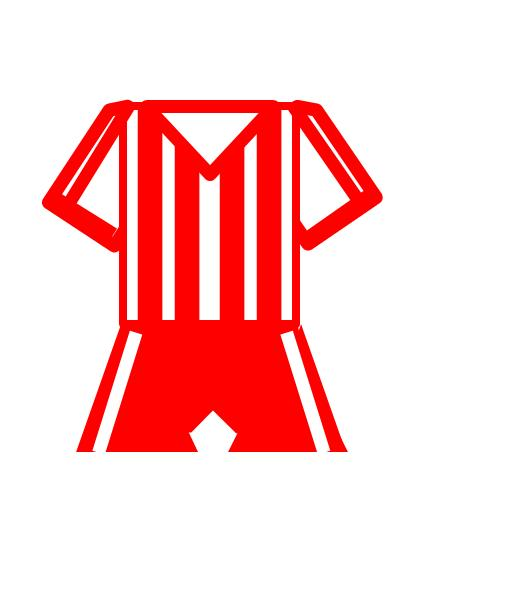

Colores de la A.D Barbareña de fútbol